# Norman Buckley

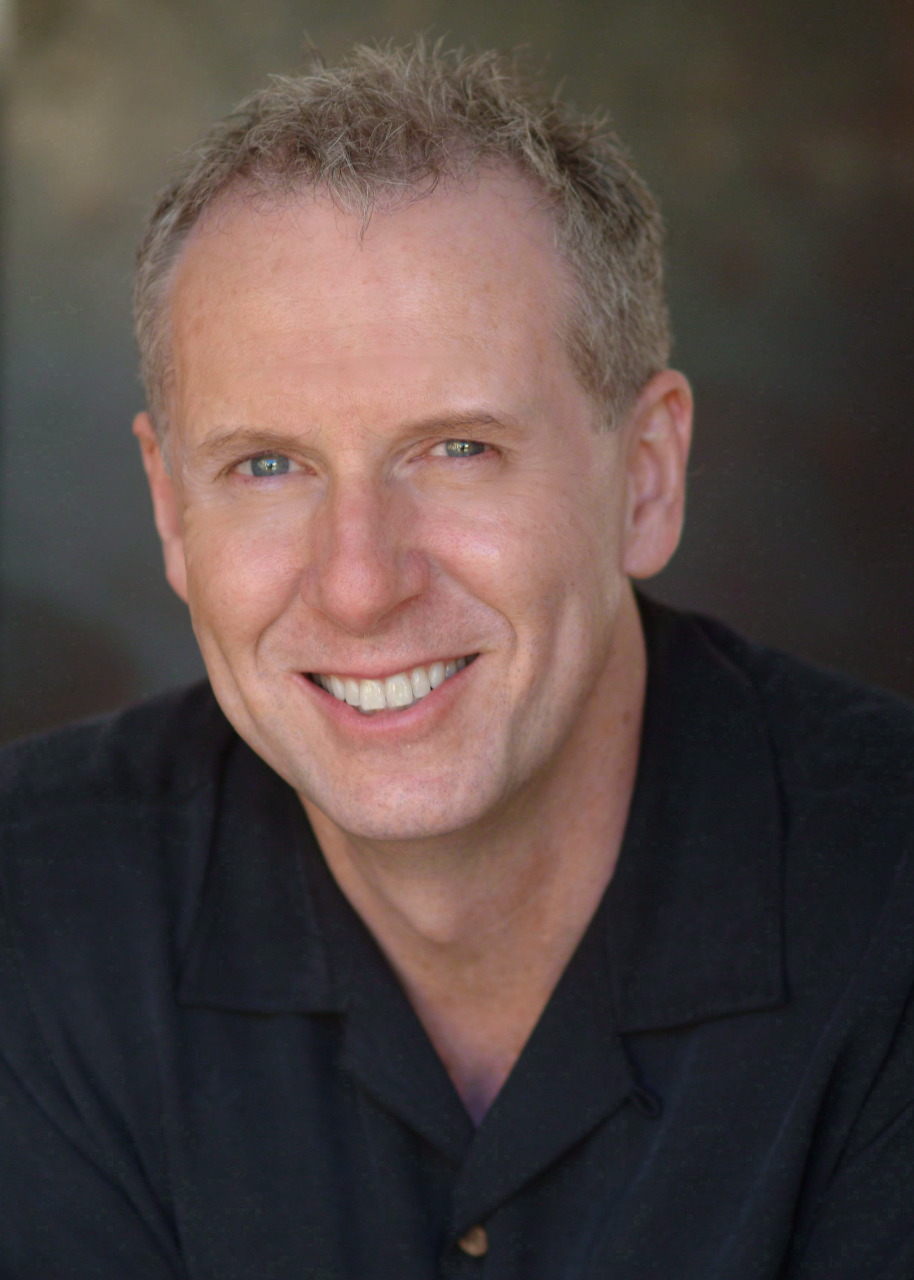
Norman Buckley, 2004

Norman L. Buckley (geb. 25. November 1955 in Limestone, Maine) ist ein US-amerikanischer Fernsehregisseur und Filmeditor. Er ist bekannt für seine Arbeit bei den Serien O.C., California, Chuck, Gossip Girl,  Pretty Little Liars und The Fosters.

## Leben und Ausbildung
Norman Buckley wurde in Limestone, Maine geboren. Seine Eltern sind Betty Bob (geborene Diltz), eine Tänzerin und Journalistin, und Ernest Buckley, ein Lieutenant Colonel der U.S. Air Force und späterer Hochschulprofessor und Dekan der Ingenieurwissenschaften. Buckely wuchs auf in Fort Worth, Texas, und studierte Geschichte an der University of Texas at Arlington, bevor er nach Kalifornien zog, wo er später an der University of Southern California seinen Abschluss machte. Trotz familiären Widerständen, insbesondere seitens des Vaters, schrieb sich Buckely auf der Filmschule der University of Southern California ein. Ursprünglich wollte er Drehbuchautor werden, entdeckte aber schnell, dass er eine natürliche Begabung für den Filmschnitt hatte.

## Karriere und Werk
Norman Buckley ist am bekanntesten für seine Regiearbeiten bei den Fernsehserien Pretty Little Liars und Gossip Girl. Erst in 2011 drehte seinen ersten Film, The Pregnancy Project für Lifetime. Begonnen hat seine Karriere 1983 als Assistenz für den Filmeditor William M. Anderson beim Drama Comeback der Liebe (Tender Mercies), in dem seine Schwester Betty Buckley in einer Hauptrolle mitspielte. Sie war es auch, die ihm half, den Job zu bekommen. Anderson war erfreut von Buckleys Talent und brachte ihn nach New York City, damit er dort als Editor durchstarten konnte. Seitdem hat er bei vielen Spiel- und Fernsehfilmen sowie Fernsehserien als Editor gearbeitet. Durch seine Verbindungen zu Stephanie Savage und McG, mit denen er an Fastlane kooperierte, bekam er seinen Doppeljob als Regisseur und Filmeditor bei O.C., California. Nachdem die Arbeit an O.C., California zum Abschluss kam, folgte Buckley Schwartz, um bei dessen nächsten Projekten Gossip Girl und Chuck wieder für Regie und Schnitt verantwortlich zu sein.
Er hatte einen einzigen Ausflug in die Arbeit als Filmproduzent – beim Film Happy, Texas in 1999. Für diverse Serien war er als Episoden-Regisseur engagiert: O.C., California, Gossip Girl, Chuck, Greek, Melrose Place, 90210, Privileged, The Middleman, Make It or Break It, Pretty Little Liars, The Client List, The Carrie Diaries, Rizzoli and Isles, Switched At Birth, Hart of Dixie und der Webserie Rockville, CA von Josh Schwartz. Entertainment Weekly wählte die von ihm gedrehte O.C., California-Episode The Metamorphosis als eine der fünf besten Episoden der Serie. Seine Episode The Handmaiden's Tale bei der Jugendserie Gossip Girl wurde vom Newsweek Magazin als einer zehn besten Serienepisoden von 2007 ausgewählt.
Aus Spaß übernahm er ein einziges Mal eine kleine Rolle im Film Solomon & Sheba, die er bekam, weil er gerade in Ouarzazate, Marokko ein anderes Filmprojekt (Slave of Dreams) schnitt und der Produzenten nicht extra einen weiteren englischsprechenden Schauspieler einfliegen lassen wollten.
Buckley wurde zweimal für den American Cinema Editors Preis nominiert: in 2003, für Joe and Max, in der Kategorie Best Edited Motion Picture for Non-Commercial Television und in 2008 für den Piloten von Chuck, in der Kategorie Best Edited One-Hour Series for Commercial Television. Letzteren gewann er bei der Preisverleihung während des ACE Banquetts am 17. Februar 2008.
Er war Gastdozent an der Filmschule der University of California, Los Angeles.

### Persönliches
Buckley hat eine Schwester, die Tony-Award-Gewinnerin Betty Buckley und zwei Brüder, Patrick und Michael. Die Brüder wurden Ingenieure, ein Beruf, von dem der Vater mehr hielt als von irgendeinem Beruf in der Filmbranche. Buckley bemerkte aber bei einem Interview, dass sein Vater „seinen Stolz auf meine Leistungen vor seinem Tod zum ausdruck brachte.“
Als sich für eine kurze Zeit im September 2008 eine gesetzliche Möglichkeit in Kalifornien gab, heiratete er seinen Lebensgefährten, den Maler Davyd Whaley. Die beiden waren verheiratet bis zum Tod von Whaley im Oktober 2014.